# Метод Лагранжа приведения квадратичной формы к каноническому виду
Метод Лагранжа — метод приведения квадратичной формы к каноническому виду, указанный в 1759 году Лагранжем.

## Описание
Данный метод состоит в последовательном выделении в квадратичной форме полных квадратов. Пусть задана квадратичная форма:
{\displaystyle \sum _{i=1}^{n}\sum _{j=1}^{n}a_{ij}x_{i}x_{j}}
В силу симметричности матрицы {\displaystyle a_{ij}(a_{ij}=a_{ji})} квадратичную форму можно переписать следующим образом:
{\displaystyle {\sum _{i=1}^{n}\sum _{j=1}^{n}a_{ij}x_{i}x_{j}}={\sum _{i=1}^{n}({a_{ii}{x_{i}}^{2}+\sum _{j=i+1}^{n}{2a_{ij}x_{i}x_{j}}})}}
Возможны два случая:
1. хотя бы один из коэффициентов {\displaystyle a_{ii}} при квадратах отличен от нуля. Не нарушая общности, будем считать {\displaystyle a_{11}\neq 0} (этого всегда можно добиться соответствующей перенумерацией переменных);
2. все коэффициенты {\displaystyle a_{ii}=0,i=1,2,...,n}, но есть коэффициент {\displaystyle a_{ij},i\neq j}, отличный от нуля (для определённости пусть будет {\displaystyle a_{12}\neq 0}).

В первом случае преобразуем квадратичную форму следующим образом:
{\displaystyle f(x_{1},x_{2},...,x_{n})=(a_{11}x_{1}^{2}+2a_{12}x_{1}x_{2}+...+2a_{1n}x_{1}x_{n})+f_{1}(x_{2},x_{3},...,x_{n})=}
{\displaystyle ={\frac {1}{a_{11}}}(a_{11}x_{1}+a_{12}x_{2}+...+a_{1n}x_{n})^{2}-{\frac {1}{a_{11}}}(a_{12}x_{2}+...+a_{1n}x_{n})^{2}+f_{1}(x_{2},x_{3},...,x_{n})=}
{\displaystyle ={\frac {1}{a_{11}}}y_{1}^{2}+f_{2}(x_{2},x_{3},...,x_{n})}, где
{\displaystyle y_{1}=a_{11}x_{1}+a_{12}x_{2}+...+a_{1n}x_{n}}, а через {\displaystyle f_{2}(x_{2},x_{3},...,x_{n})} обозначены все остальные слагаемые.
{\displaystyle f_{2}(x_{2},...,x_{n})} представляет собой квадратичную форму от n-1 переменных {\displaystyle x_{2},x_{3},...,x_{n}}.
С ней поступают аналогичным образом и так далее.
Заметим, что {\displaystyle y_{1}={\frac {1}{2}}{\frac {\partial f}{\partial x_{1}}}}
Второй случай заменой переменных {\displaystyle x_{1}=y_{1}+y_{2},x_{2}=y_{1}-y_{2},x_{3}=y_{3},...,x_{n}=y_{n}} сводится к первому.